# Fundación de la colección E. G. Bührle
La Fundación de la colección E. G. Bührle (originalmente en alemán Stiftung Sammlung E. G. Bührle) fue constituida por la familia Bührle en Zúrich, Suiza, con la finalidad de brindar a la vista del público la importante colección de esculturas y pinturas europeas de Emil Georg Bührle.

## Colecciones
Aunque forman parte de la colección una serie de viejos maestros y arte moderno con obras de Pierre Bonnard, Georges Braque, Henri Matisse y Pablo Picasso, incluye principalmente pinturas impresionistas y posimpresionsitas francesas de Paul Cézanne, Edgar Degas, Paul Gauguin, Édouard Manet, Claude Monet, Camille Pissarro, Pierre-Auguste Renoir, Georges Pierre Seurat, Alfred Sisley, Henri de Toulouse-Lautrec, Vincent van Gogh y otros.

## Galería

Jean-Baptiste-Camille Corot: Jeune fille lisant, 1845-1850
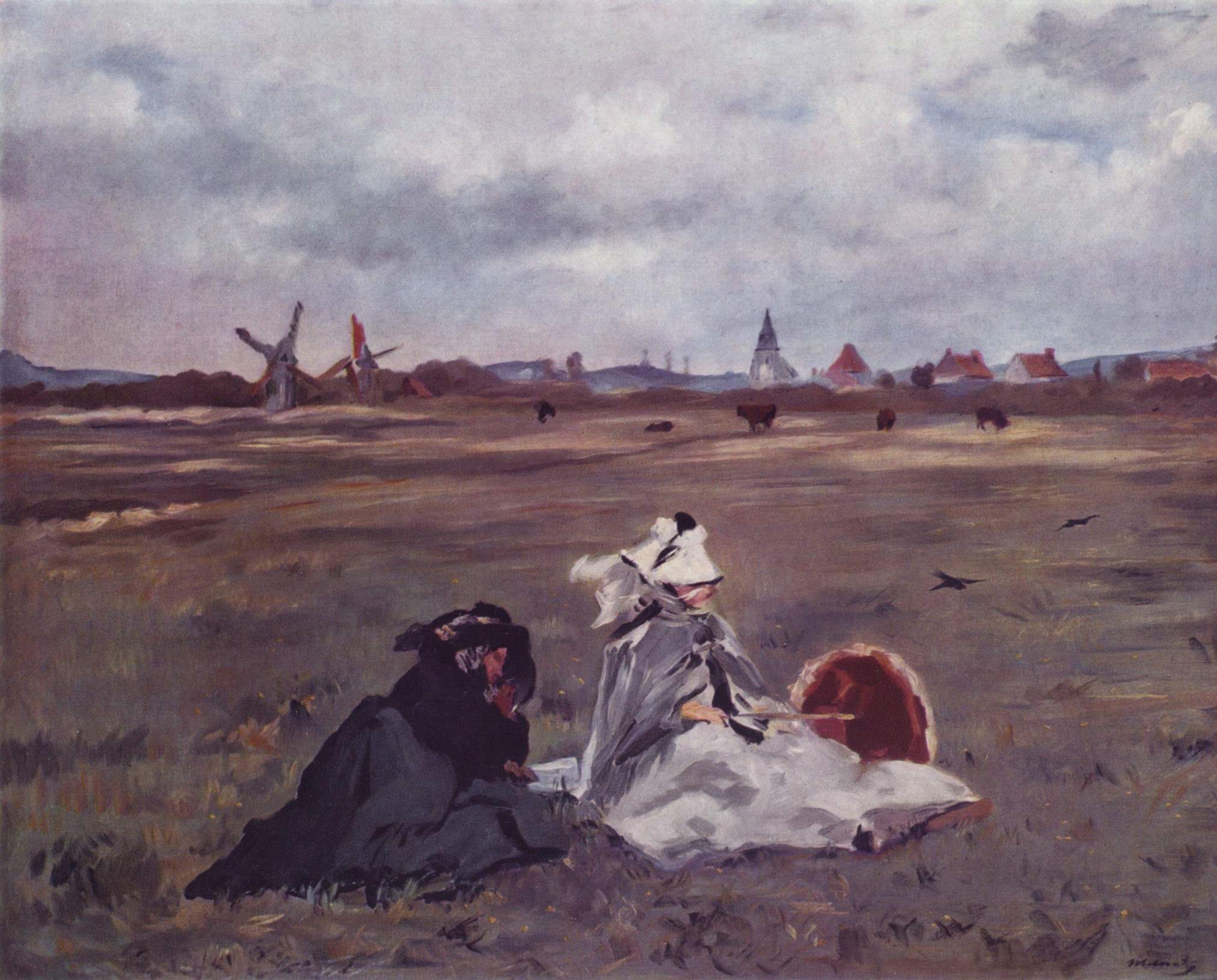
Édouard Manet: Hirondelles, 1873
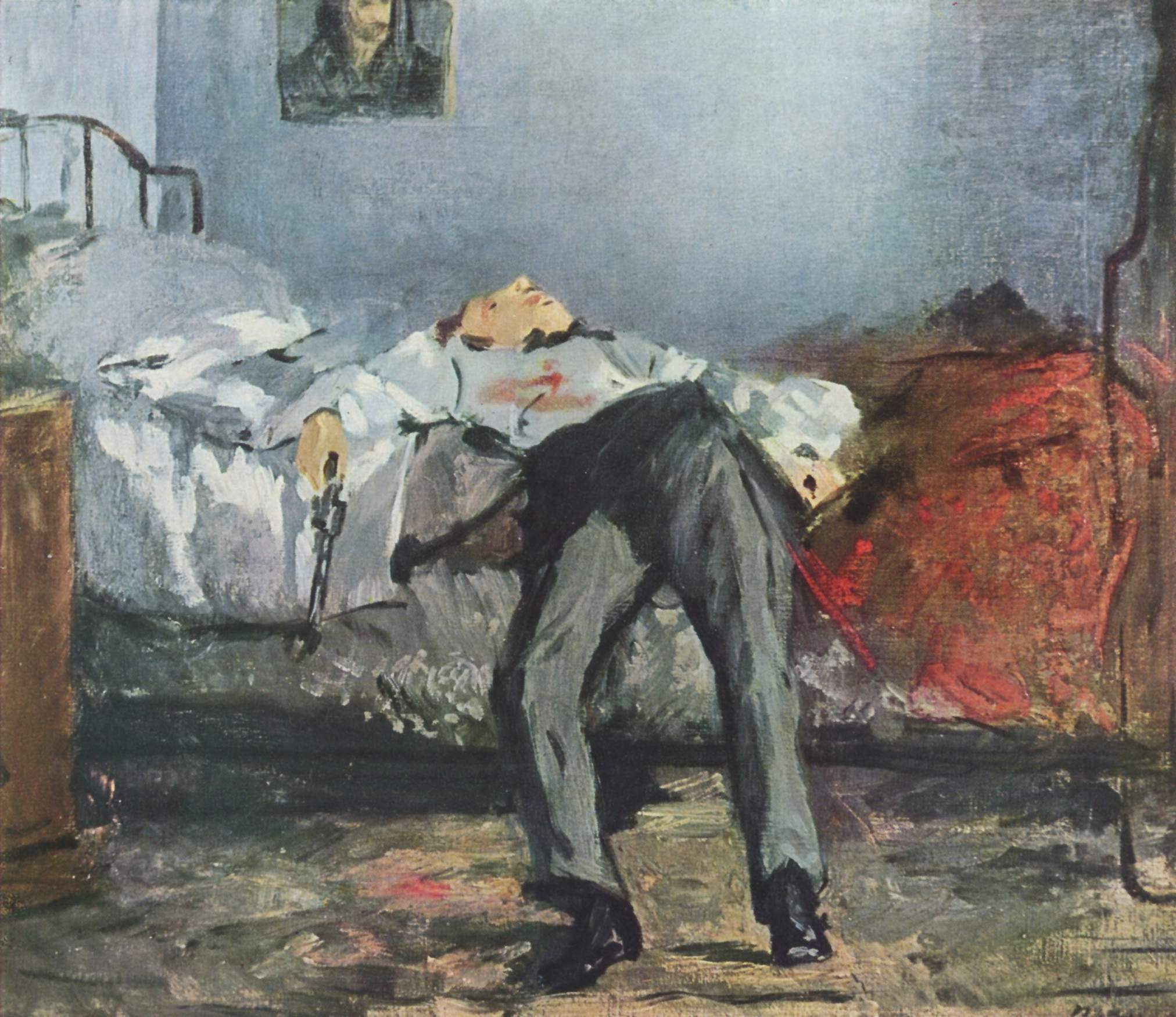
Édouard Manet: Le Suicidé, 1877-1881
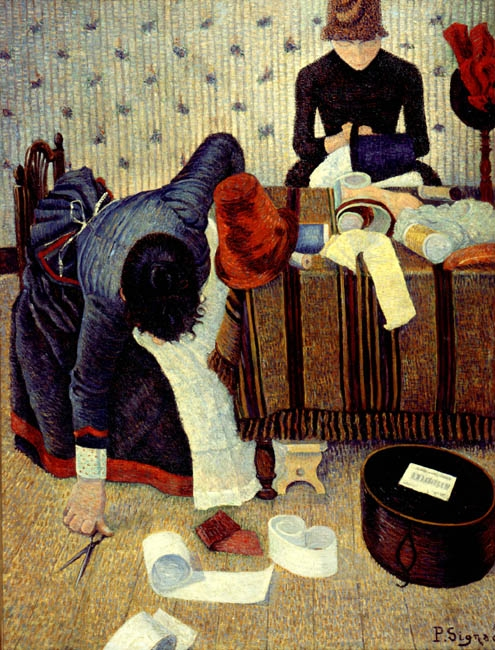
Paul Signac: Deux stylistes, rue du Caire, 1885-86
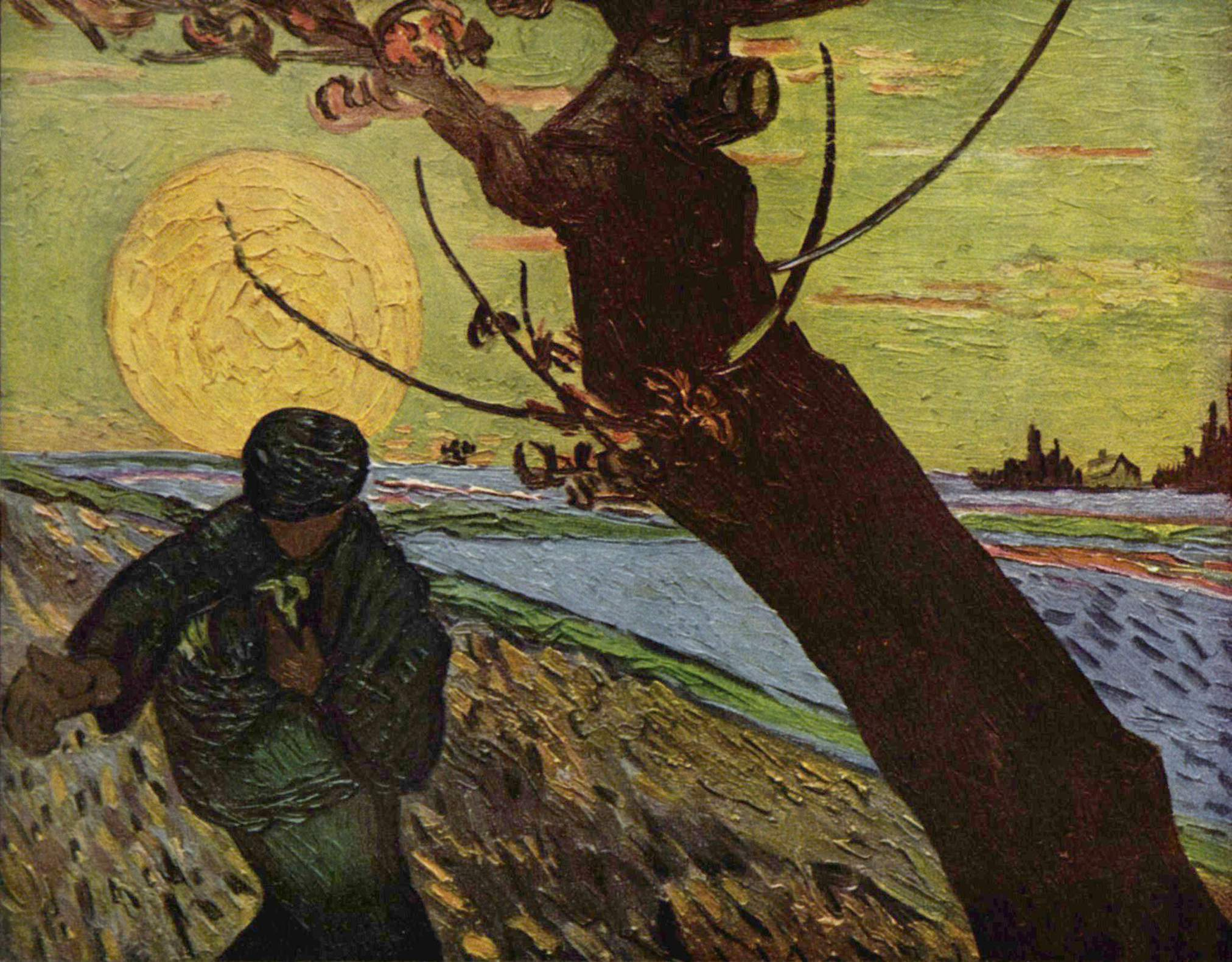
Vincent van Gogh: De zaaier (naar Millet), 1888
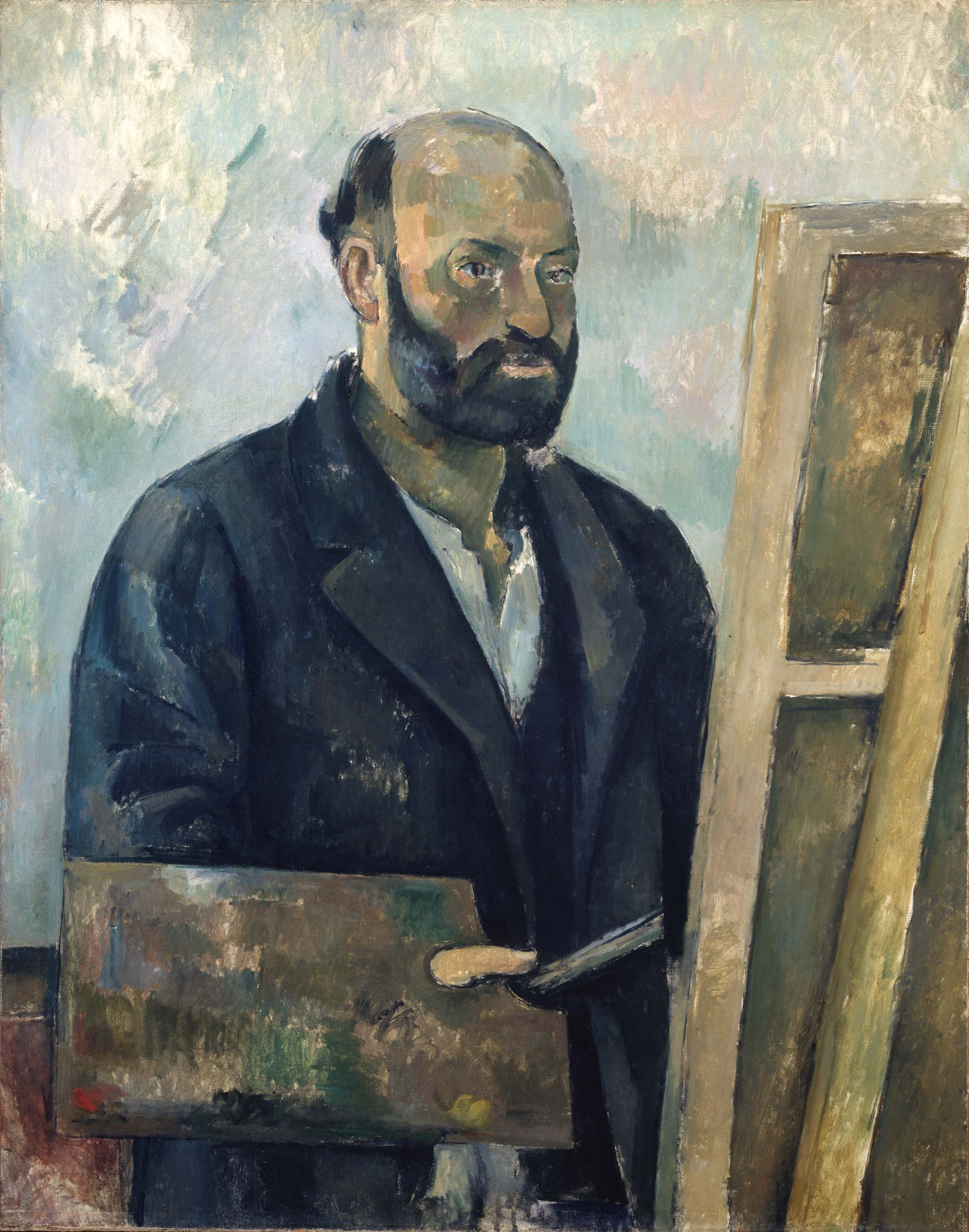
Paul Cézanne: Autoportrait à la Palette, 1890
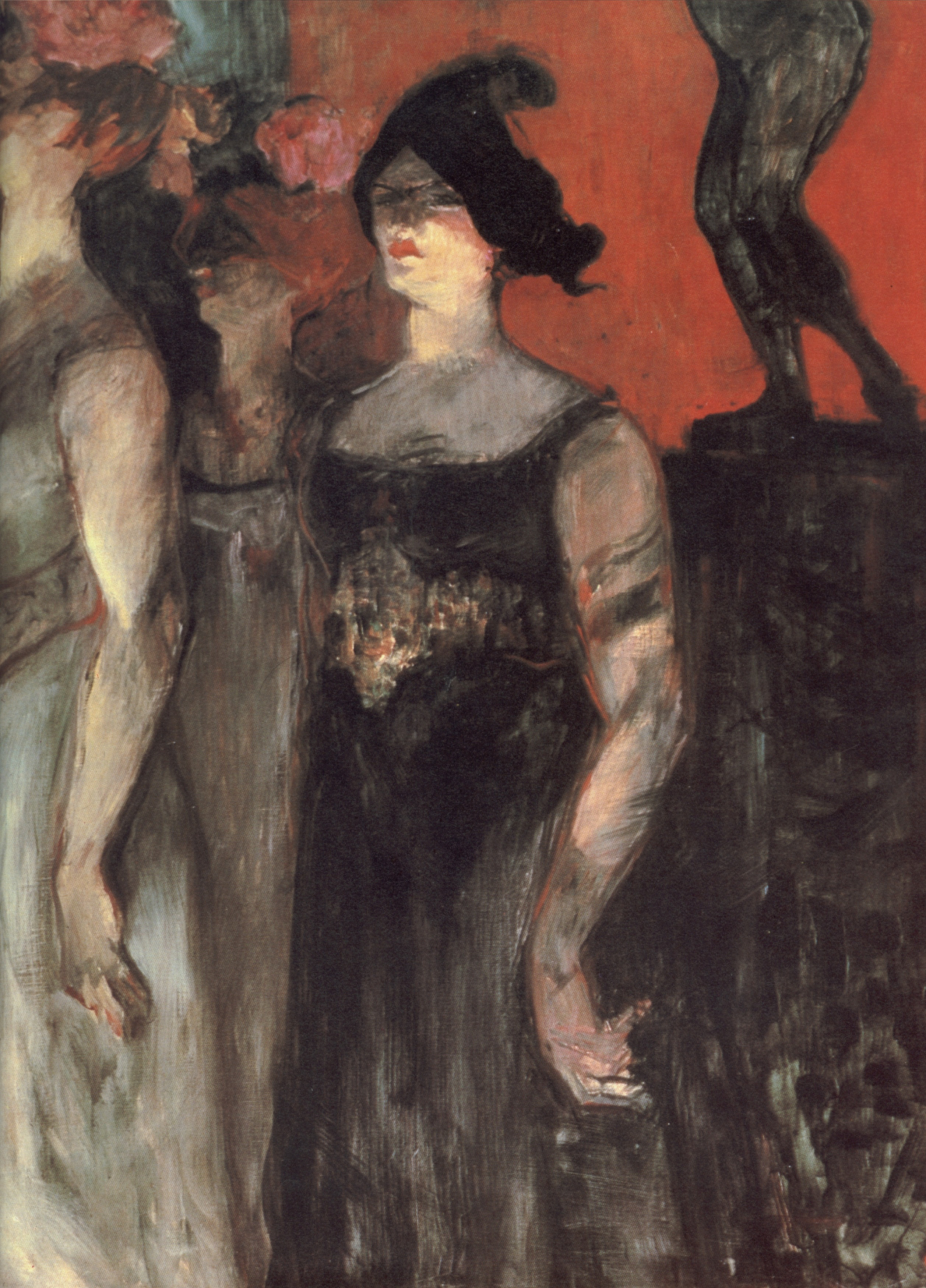
Henri de Toulouse-Lautrec: Messaline, 1900-1901
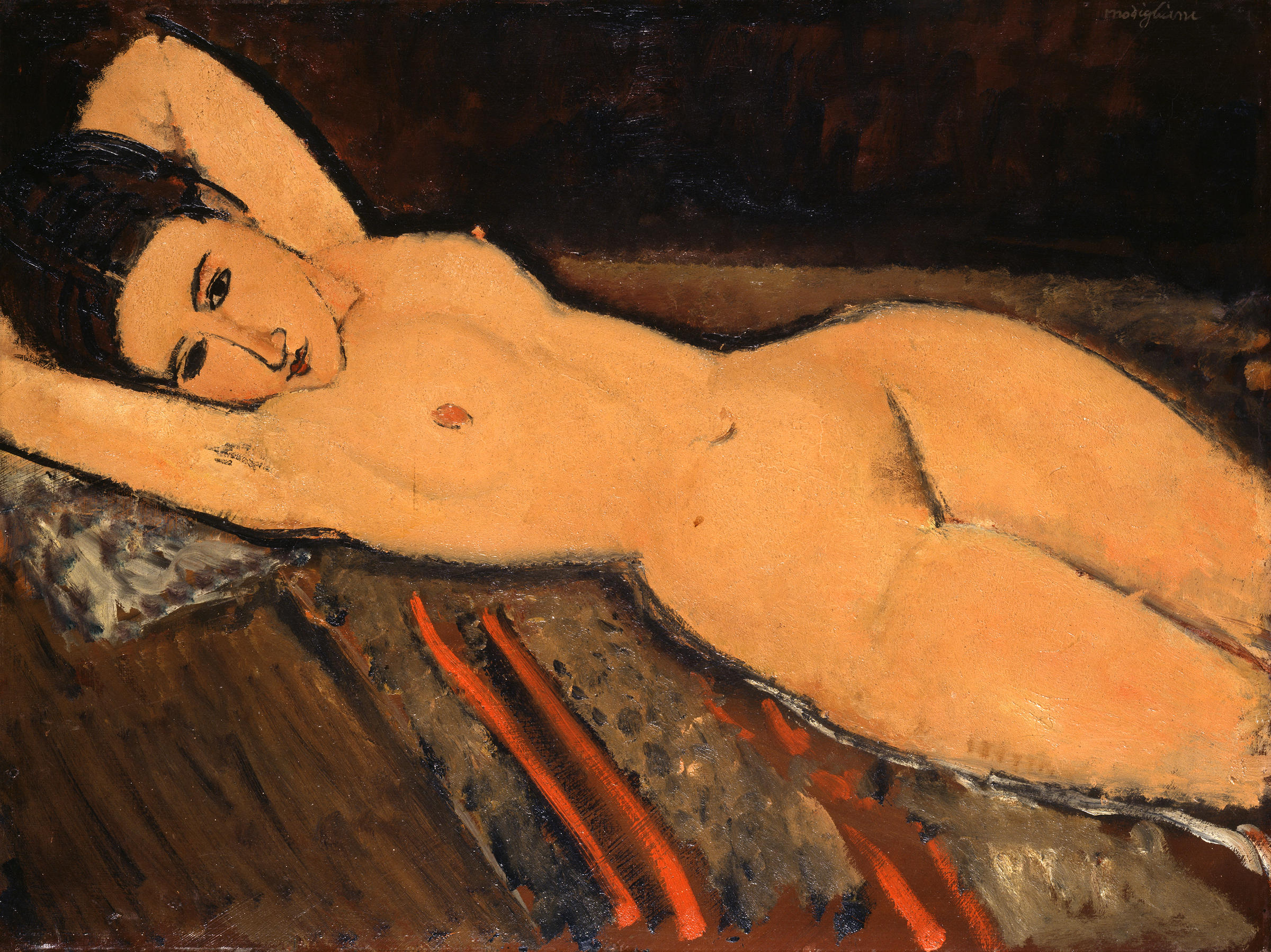
Amedeo Modigliani: Un nudo reclinabili, 1916

## Arte robado
El 10 de febrero de 2008 fueron robadas cuatro pinturas valoradas en 180 millones de francos suizos ($ 162,5 millones). Estas fueron Le Garçon au gilet rouge (1888/90) de Paul Cézanne; Le comte Lepic et ses filles (1870) de Edgar Degas; Champs de coquelicots près de Vétheuil (1879) de Claude Monet; y Bloeiende kastanje-takken (1890) de Vincent van Gogh.

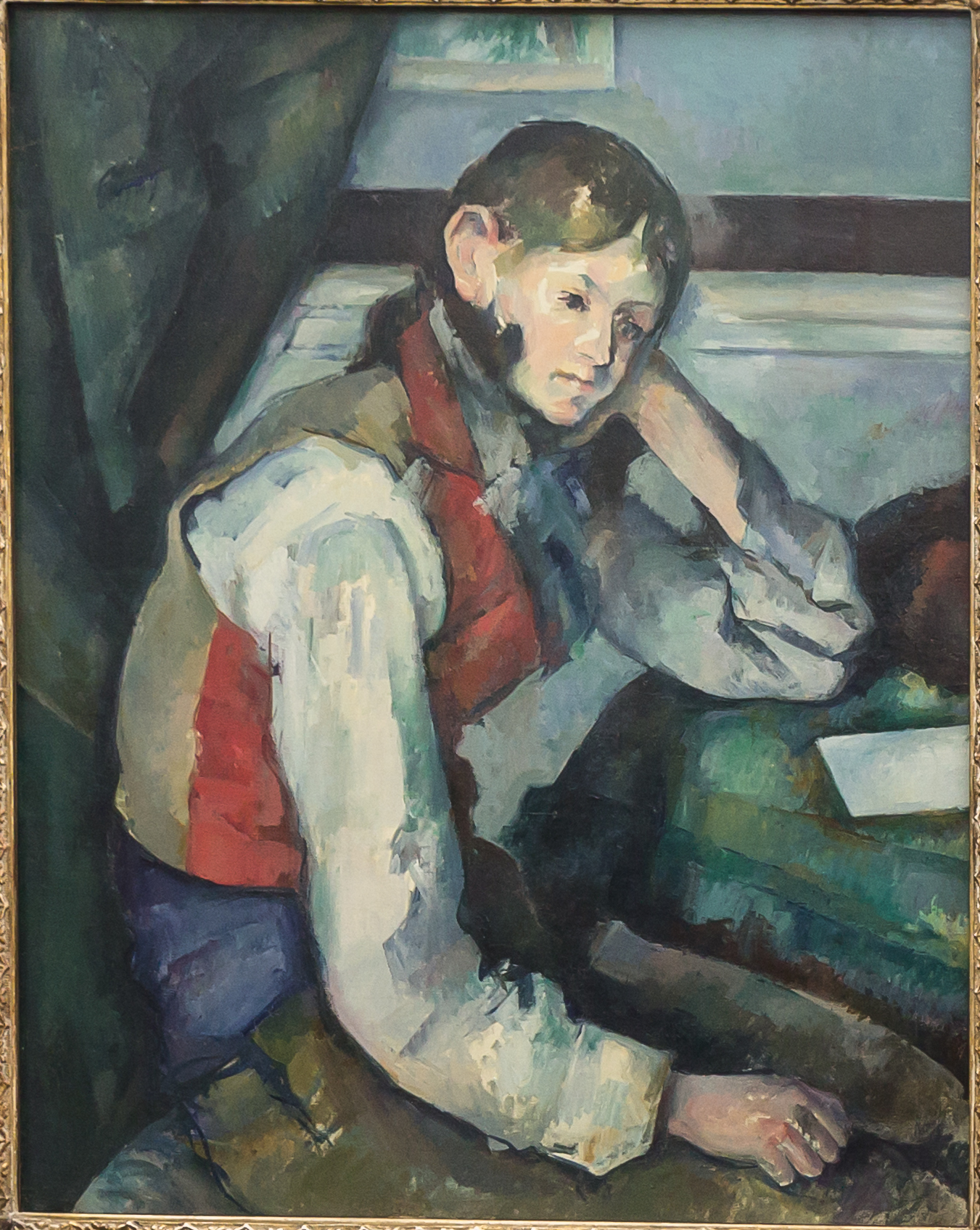
Paul Cézanne: Le Garçon au gilet rouge (1888/90)
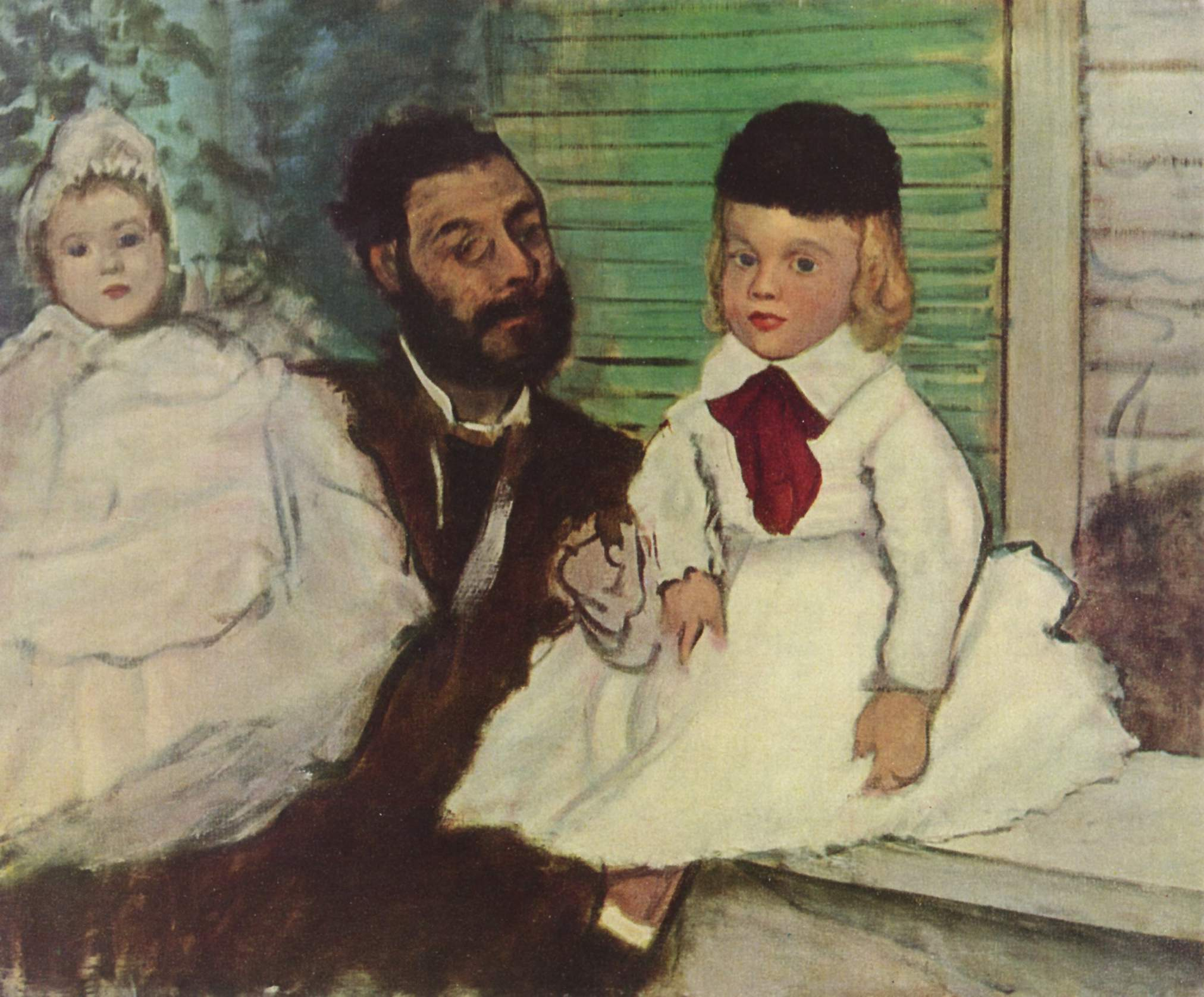
Edgar Degas: Le comte Lepic et ses filles (1870)
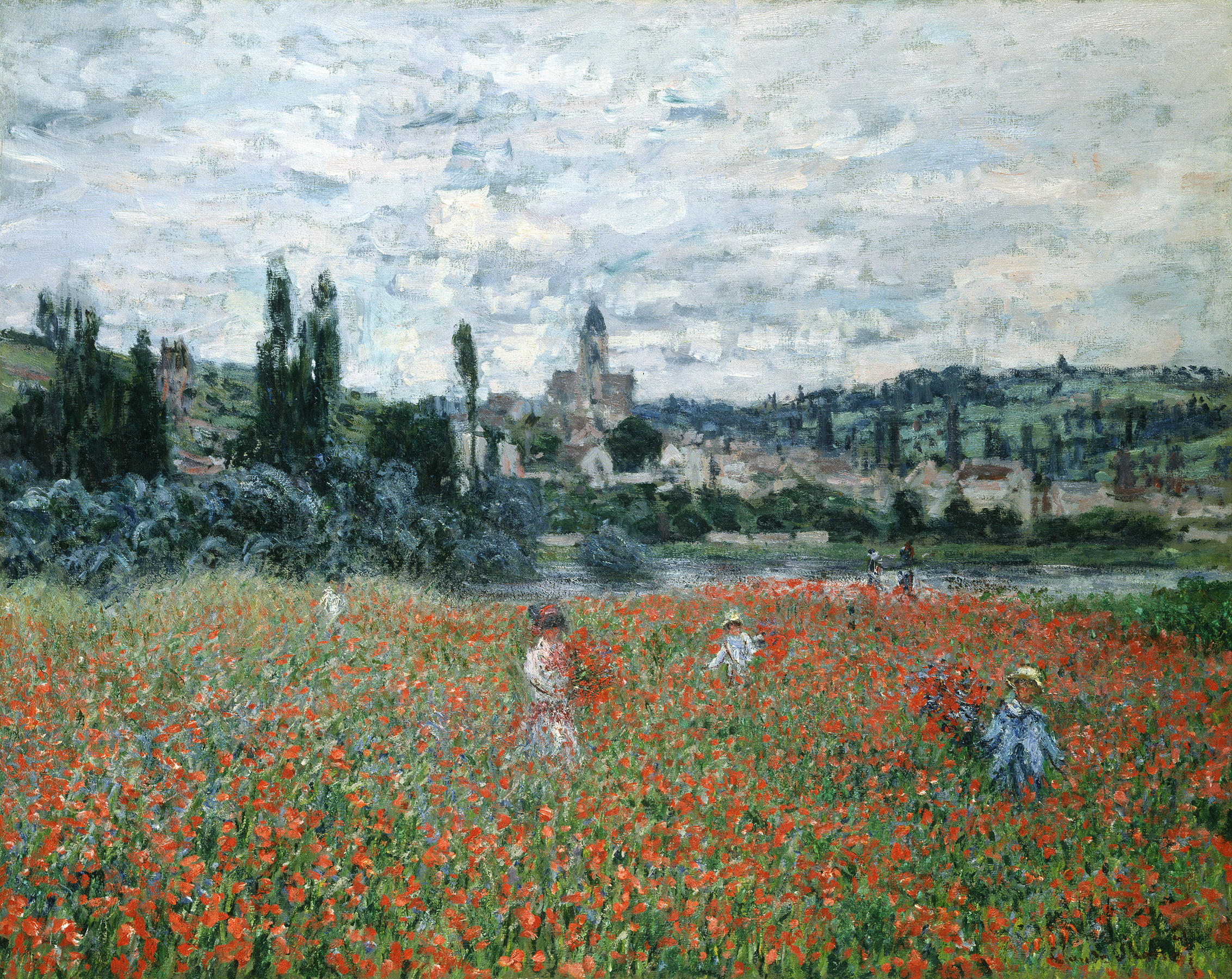
Claude Monet: Champs de coquelicots près de Vétheuil (1879)
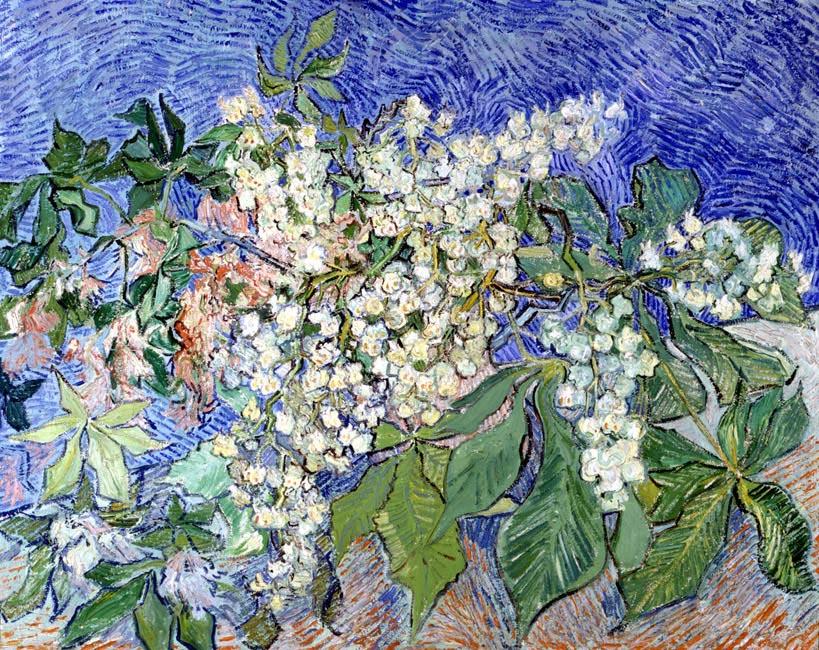
Vincent van Gogh: Bloeiende kastanje-takken (1890)

Las cuatro obras fueron ya recuperadas. Champs de coquelicots près de Vétheuil de Claude Monet y Bloeiende kastanje-takken de Vincent van Gogh el 18 de febrero de 2008 en un coche aparcado en el estacionamiento de un hospital cercano; Le Garçon au gilet rouge de Paul Cézanne en Serbia el 12 de abril de 2012; y Le comte Lepic et ses filles de Edgar Degas también el mismo mes con daños leves. Tres hombres fueron arrestados en relación con el robo.